# ハインリヒ・フリードリヒ・フォン・シュタイン

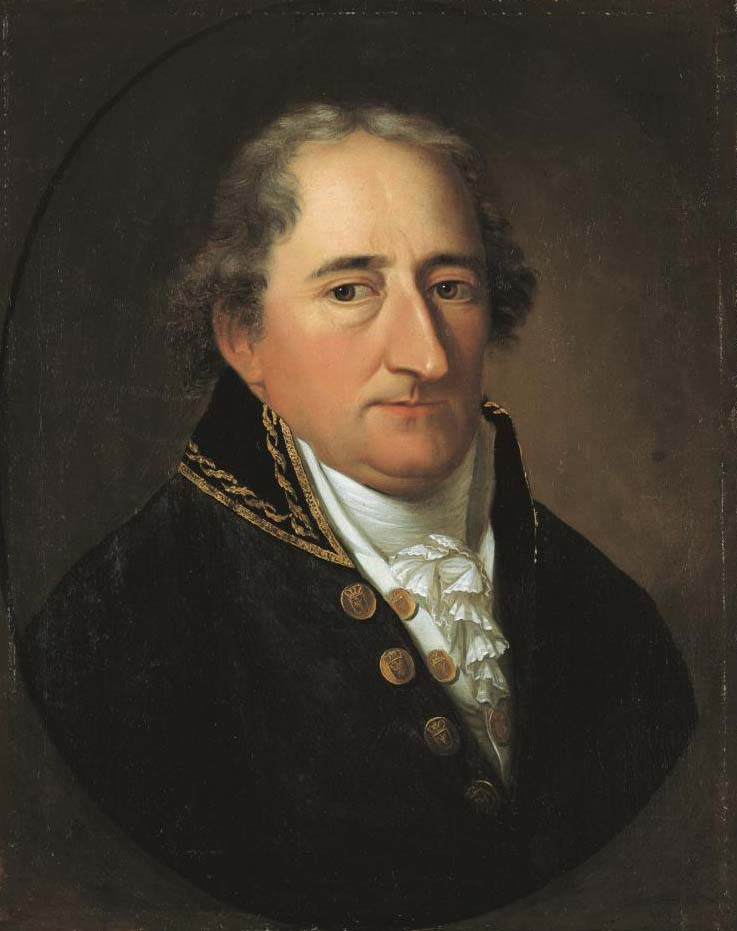
シュタイン

ハインリヒ・フリードリヒ・フォン・シュタイン（Heinrich Friedrich Karl vom Stein、1757年10月25日 - 1831年6月29日）は、プロイセン王国の政治家、官僚。

## 略歴
1757年にラインラント＝プファルツ州ナッサウに生まれる。ティルジットの和約以後、ナポレオン・ボナパルト率いるフランスにより領土・人民ともに半減したプロイセン王国の首相（任期1807年10月 - 1808年11月）となる。徹底的改革なしに救国の途はないとして、1807年10月、農奴制（世襲隷農制）を廃止して農民を領主への人格的隷属から解放し、土地売買の自由、職業選択の自由を認める勅令（10月勅令）を発表した。
翌1808年、都市条例による市民自治の導入、営業の自由、軍制改革、行政機構の改革、教育改革など開明的な「上からの近代化」を断行し、国土の復興と近代化に努めたが、ナポレオンに睨まれて同年11月に失脚した。これらシュタインの方針は、こののちカール・アウグスト・フォン・ハルデンベルクに引き継がれることとなる。
1831年、ヴェストファーレンにて死去。